# Obergebensbach

Obergebensbach 3, Schuppen

Obergebensbach ist ein Gemeindeteil der Stadt Dorfen im oberbayerischen Landkreis Erding.

## Lage
Der Weiler Obergebensbach liegt sechs Kilometer nordöstlich des Stadtzentrums von Dorfen und fünf Kilometer südöstlich von Taufkirchen.

## Bevölkerungsentwicklung
Um 1871 gab es in Obergebensbach 20 Einwohner. Im Mai 1987 lebten dort 16 Einwohner in drei Wohngebäuden.
| Jahr      | 1871 | 1925 | 1950 | 1970 | 1987 |
| Einwohner | 20   | 21   | 21   | 26   | 16   |